# Hymenophyllum nitidulum
Espèce
Hymenophyllum nitidulum est une espèce de fougère asiatique appartenant à la famille des Hyménophyllacées.

## Description
Cette espèce a les caractéristiques suivantes :
- son rhizome est long et filiforme ;
- les frondes, très petites, de moins de 3 centimètres de long sur 2 de large, comportent un limbe profondément divisé une fois ;
- le pétiole est presque aussi long que le limbe ;
- le limbe ne porte aucune pilosité, ce qui en fait une exception dans le sous-genre Sphaerocionium ;
- Les sores, solitaires, sont portés par l'extrémité d'un segment ;
- les sores ont une forme tubulaire largement évasée : cette caractéristique explique le classement premier dans le genre Trichomanes ;
- une columelle, un peu plus longue que le double du sore, porte les grappes de sporanges, pas très denses, et entièrement recouvertes par l'indusie.

## Position taxonomique
Les différentes positions dans la famille des Hymenophyllacées illustrent les difficultés de classement de cette espèce.
Elle a d'abord été classée dans le genre Trichomanes par Roelof Benjamin van den Bosch en 1856. Ce classement s'explique principalement par la forme de l'indusie.
En 1875, Karl Anton Eugen Prantl la reclasse dans le genre Gonocormus.
En 1938, Edwin Bingham Copeland la reclasse dans le genre Microtrichomanes.
En 1982, Kunio Iwatsuki la transfère dans le genre Sphaerocionium.
Enfin, en 2004, Atsushi Ebihara et Kunio Iwatsuki, dans leur travail de révision des Hymenophyllacées, la placent finalement dans le genre Hymenophyllum, sous-genre Sphaerocionium.
Il en résulte donc une importante synonymie :
- Gonocormus nitidulus (Bosch) Prantl
- Microtrichomanes nitidulum (Bosch) Copel.
- Sphaerocionium nitidulum (Bosch) K.Iwats.
- Trichomanes inerme Bosch ex Goddijn
- Trichomanes nitidulum Bosch.

## Distribution
Cette fougère, plutôt épiphyte de troncs d'arbres, est présente en Asie tropicale - Chine, Sri Lanka, Vietnam - en Indonésie et aux Philippines - Java, Luçon -.